# ハインリヒ・ゴットリープ・ルートヴィヒ・ライヘンバッハ

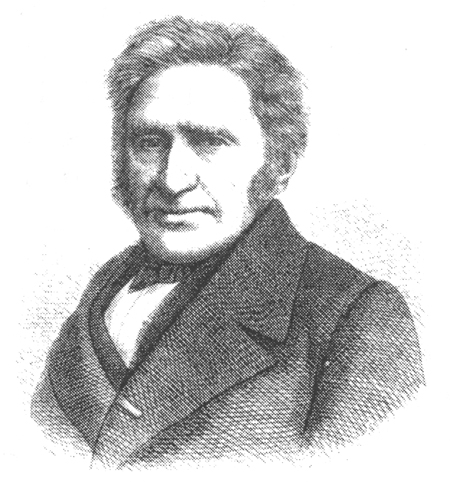
Heinrich Gottlieb Ludwig Reichenbach

ハインリヒ・ゴットリープ・ルートヴィヒ・ライヘンバッハ（Heinrich Gottlieb Ludwig Reichenbach、1793年1月8日 - 1879年3月17日）は、ドイツの博物学者、動物学者、植物学者である。

## 略歴
ライプツィヒで生まれた。父親は学校の副校長で、1818年に最初のギリシア語‐ドイツ語辞典の著者のヨハン・ヤコブ・フリードリヒ・ライヘンバッハである。1810年からライプツィヒ大学で医学と博物学を学び、1815年に自然科学、1817年に医学の博士号を得た。1818年に教授資格を得て、ドレスデンの外科大学の准教授となり、1820年に教授となり1862年までその職を続けた。ドレスデンのツヴィンガー宮殿の博物学コレクションの館長も務め、ドレスデン植物園の設立を主導した。ライプツィヒ自然科学協会の創立者の一人である。
ドイツの動植物を研究し、一連の著作を執筆した。ドレスデンの伝統のある科学者協会のNaturwissenschaftliche Gesellschaft ISIS Dresdenの会長をしばらく務めた。
スミレ科のViola reichenbachianaに献名されている。
息子のハインリヒ・グスタフ・ライヘンバッハは19世紀のドイツでのランの研究で知られる植物学者である。

## 著作
- [Lepidoptera]  Jenaische Allgemeine Literatur-Zeitung (1817)
- Conspectus Regni Vegetabilis (1828)
- Flora germanica excursoria (1830–32, 2 tomes)
- Flora exotica (1834–36)
- Flora germanica exsiccata (1830–45)
- Übersicht des Gewächsreichs und seiner natürlichen Entwickelungsstufen (1828)
- Handbuch des natürlichen Pflanzensystems (1837)
- Das Herbarienbuch (1841)
- Abbildung und Beschreibung der für Gartenkultur empfehlenswerten Gewächse (1821–26, with 96 plates)
- Monographia generis Aconiti (1820, with 19 plates)
- Illustratio specierum Aconiti generis (1823–27, with 72 plates)
- Iconographia botanica s. plantae criticae (1823-1832, with 1,000 plates)
- Iconographia botanica exotica (1827–30)
- Regnum animale (1834–36, with 79 plates)
- Deutschlands Fauna (1842, 2 tomes)
- Vollständigste Naturgeschichte des In- und Auslandes (1845–54, 2 volumes in 9 tomes with more than 1,000 plates)